# 向達倫大冒險角色列表
本篇為《向達倫大冒險》系列的小說與漫畫作品之登場人物介紹。

## 主角
- 向達倫 (Darren Shan)

本書主角，全書以他的第一人稱做為故事視角。本來是個普通的學生，擅長踢足球，具有旺盛的好奇心。與父母和妹妹向安妮同住，喜歡看漫畫。他偷了怪奇馬戲團的成員鬼不理的寵物蜘蛛——八夫人，從此改變一生。他成為鬼不理的助手，並且變成了吸血鬼，為了向吸血一族證明自己的能力，進行了對力量的考驗、但因考驗過程違規而被處刑，大難不死後因為無意間得知柯達的陰謀，返回吸血鬼魔山揭穿陰謀，並當上吸血鬼王子。故事最後，在吸血鬼一族與吸血魔一族的最終的命運決戰「疤之戰」中，與吸血魔王同歸於盡。
- 鬼不理拉登 (Larten Crepsley)

向達倫的師父。他又高又瘦、皮膚蒼白，頭髮很短而且是橘色的，他的臉頰下方有塊很大的疤，一直延伸到嘴唇附近，看起來好像刻意把嘴張得很開。擁有一隻巨大的毛蜘蛛『八夫人』，並能用心電感應操控它。在第三集時帶著向達倫和伊萊·風到自己的故鄉去追殺瘋狂吸血魔魔路，並殺死了他。曾為吸血鬼將軍，並曾被提名為王子，但是他在最後退出，所以現在只是平凡的吸血鬼，但還是很受吸血鬼一族的器重。曾和艾拉·塞爾成為夫妻，雖然現在已經不是,但仍然深愛着她。在向達倫當上吸血鬼王子後，成為重要的意見領袖。第七集時成為獵人，被泰尼·戴斯蒙派去追捕吸血魔王。第九集時在追殺吸血鬼魔王時，戰死在插滿鐵椿、火舌亂竄的的坑洞之中。
- 梵加·馬奇 (Vancha March)

所有吸血鬼王子當中最野蠻、最保守的一個。在吸血鬼中，他也被認為是極端份子。篤信吸血鬼應該按照傳統方式過日子，所以他的衣服只用自己捕殺的動物皮做成，他也從來不碰煮熟的肉，飲料也只喝新鮮的水、牛奶和血。喜歡徒手攻擊，擅長使用星鏢。一身破爛衣裳和髒兮兮的綠髮是他的標記。本名為梵加.哈思。是卡南.哈思的哥哥
- 莫哈凱 (Harkat Mulds)

是小矮人。跟向達倫同時期（第二集《鬼不理的助手》）時加入怪奇馬戲團，在他開口說話以前達倫都叫他『左腳』。他在第四集《魔山印石》時幫泰尼·戴斯蒙傳達吸血魔王到來的訊息（從此以後開始說話），並跟著達倫和鬼不理一起去吸血鬼山。在第五集中，達倫在第四個審判中快應付不來的時候，哈凱救了他，但也害達倫必須接受死刑。他在吸血鬼山時成為奈西霸的助理，幫忙管理吸血鬼山的倉庫。在此之後他就一直跟著達倫和鬼不理，因為泰尼先生說這樣可以幫助他找到自己的身世。到了第十集，他和達倫一起到另一個世界（事實上是兩百多年後的世界）找尋他的身世，最後發現他以前是柯達·史摩特。在和吸血魔對抗的時候，他也奮勇作戰，幫助吸血鬼們。

## 吸血鬼
主要角色之外的吸血鬼們
- 巴黎·史蓋利 (Paris Skyle)

吸血鬼王子，留著灰長的白鬍子，滿頭白髮，沒有右耳。在第四集登場，是當時仍存活的最年長吸血鬼，以人類的年齡來算大約有八百歲。他備受尊敬，不僅是因為他年紀大、地位高，也因為他年輕時的英勇事蹟。聽說他是威廉·莎士比亞的朋友，並在莎士比亞死後幫莎士比亞保存一些記憶（否則有一些作品會失傳）。曾幫助梵加·馬奇從吸血魔轉變成吸血鬼。在第八集達倫和鬼不理到達鬼不理的家鄉不久之後去世。
- 米卡·維利 (Mika Ver Leth)

是目前第二年輕的王子（最年輕為向達倫），僅僅兩百七十歲。他有一頭烏黑的頭髮和像烏鴉般的銳利眼睛，穿著一身黑。他的額頭、嘴巴周圍滿是皺紋，看起來比鬼不理還嚴厲。奈西霸覺得他天生愛唱反調。很討厭蜘蛛。
- 長箭 ()

吸血鬼王子之一。是個禿頭，體格健壯，手臂和頭的兩側都有長箭刺青。是個可怕的戰士，出了名的憎恨吸血魔。在他當將軍之前，曾娶人類女子為妻，但是當他跟吸血魔戰鬥時，妻子卻遭到吸血魔殺害。他鬱鬱寡歡回到吸血鬼山，接受嚴格的鍛鍊成為將軍。從那以後，他全心致力於管理吸血鬼的工作，其餘的一概不理。
- 奈西霸 (Siba Nile)

愛穿紅衣服，是鬼不理的恩師，是個嚴厲的老師。他是吸血鬼山的軍需官，負責管理倉儲和分配房間，並要確保所有吸血鬼都有充分的食物、飲料、血，和睡覺的地方。他是年齡第二老的吸血鬼，以人類的年齡來算大約有七百歲。在吸血鬼山，除了王子們之外，就屬西霸最有地位。他非常喜歡研究蜘蛛，鬼不理曾經想把八夫人送給他。
- 普蓋拿 (Gavner Purl)

吸血鬼將軍之一，是鬼不理信任的老朋友。他的個頭不高，卻有著摔角選手般的健壯體格。有一頭褐色的頭髮，臉上佈滿疤痕和黑斑，喜歡穿牛仔褲和寬鬆的白色套頭毛衣。笑起來很豪爽，並且會露出一口閃閃發光的黃牙。在第五集後段跟著和柯達一起幫助向達倫逃走的時候被柯達殺死。
- 布凡內　(Vanez Blane)

有一頭薑黃色頭髮的吸血鬼，他穿著深藍色的皮革上衣和褲子，是競技廳的比賽大師。他鍛鍊吸血鬼成為戰士，是吸血鬼教官中評價最高的，多數將軍都曾在他底下學習。他在第四集《魔山印石》時慫恿達倫和艾拉·塞爾決鬥，也在第五集的審判中做指導。他的左眼被獅子弄瞎了，而在第六集時被劍刺中右眼，所以全盲了，但他還是繼續指導吸血鬼們。
- 艾拉·塞爾 (Arra Sails)

是一個女吸血鬼，身穿白襯衫和米黃色褲子，一頭黑色長髮綁在背後。不算特別美麗，臉上佈滿皺紋又硬邦邦，有一雙灰色的冷漠眼睛，只和尊敬的人握手。是平衡競技板上的常勝軍，不過在第四集《魔山印石》時差點敗給達倫，而在第五集不死者狂歡會中被柯達打敗。在第六集跟吸血魔打仗的時候被格拉達殺死。跟鬼不理曾當過夫妻。
- 柯達·史摩特 (Kurda Smahlt)

是位金髮而修長的吸血鬼，即將晉升為王子的吸血鬼將軍，成為史上最年輕的王子。自從簽訂停戰協議以來，是第一個跟吸血魔結交的吸血鬼。在這次吸血鬼將軍會議，他帶了三十餘位吸血魔前來，打算攻佔王子聽，而讓吸血鬼和吸血魔達成和平協議。不過吸血魔在達倫審判失敗跟柯達逃出的時候被發現（蓋拿也隨行），蓋拿被柯達殺死，達倫則跑了。最後達倫又回到吸血鬼山告發，而吸血魔完全被殲滅，柯達被判死刑。之後柯達成為小矮人莫哈凱，跟隨並保護達倫，只是哈凱不知道自己是誰（直到第十集）。
- 湯馬斯

達倫在第六集在吸血鬼山外，順著通道逃回來時，先到儲藏室找奈西霸，達倫敲門時被西霸誤以為是湯馬斯。
- 賽路斯 (Cyrus)

第六集時跟柯達一起策劃和吸血魔佔領大廳的吸血鬼之一。
- 派屈克·高德

第五集時最後到達吸血鬼山的吸血鬼之一，在來的途中發現吸血魔的足跡，並跟王子們報告。
- 普拉

在第五集不死者狂歡會中的『夜晚的嗥叫』儀式中，撐到最後的幾個吸血鬼之一。
- 耶巴

在第五集不死者狂歡會中的『夜晚的嗥叫』儀式中，撐到最後的幾個吸血鬼之一，並且獲勝，過去曾兩度稱王，是很受歡迎的贏家。
- 史袋·惡文

在第七集時跟巴黎及達倫報告關於疤之戰戰況的吸血鬼，在泰尼先生還沒派出獵人之前在戰場上十分活躍。
- 雀佩拉

在第七集泰尼先生來吸血鬼山時，在吸血鬼山大廳區的大門負責守衛的值班衛兵。

## 吸血魔
- 史提·李訥 (Steve Leonard)

本作的最終敵人，曾經是向達倫在學校裡的好朋友。一心想成為吸血鬼，他認為向達倫搶走了他的機會，因此發誓要殺掉向達倫和鬼不理。
- 卡南·哈思特 (Gannen Harst)

吸血魔王的貼身護衛，也是吸血鬼王子梵加·馬奇的弟弟。
- R.V.本名為瑞奇·維奇(素食者)

第二集初登場。是一個渾身髒兮兮、有臭味、滿臉大鬍子且身材臃腫的素食環保恐怖主義者，曾經在看到向達倫為了幫小矮人準備伙食因而殺死一頭羊時說過，如果有人非得吃肉才能活的話：「那麼那些人就都該死！」。他深信「動物並不會隨便攻擊人類，除非動物自己本身受到挑釁或威脅」之類的說法。曾想要釋放狼人，在第二集的後面也真的實行了。結果自己被狼人攻擊失去雙手，並且間接害死山姆。但他本人因為打擊太大無法面對現實，所以硬說是向達倫把他的雙手「弄不見」的。
- 魔路 ()

瘋狂的吸血魔，喜歡穿白西裝。但因為身材太臃腫，所以每次衣服不能用時都要向新的裁縫師訂做衣服，且因為不想被人認出來所以每次都要殺裁縫師滅口。在第三集時出場，同集被鬼不理殺死。
- 格拉達 (Glalda)

第六集時柯達·史摩特帶來的吸血魔之一。他在戰鬥中把艾拉·塞爾殺了，但他也在那場戰役中被向達倫殺死。
- 巴根(Bargen)

第八集，達倫一行人在下水道被包圍時，出現的一位吸血魔。

## 血盟友
- 狄藍(Declan)
- 小肯尼(Little Kenny)
- 愛麗斯.伯吉斯(Alice Burgess)

前女探長，原本不相信世上有吸血鬼的存在。
- 黛比．害拉(Debbie Hemlock)

向達倫的第一任也是唯一的女朋友。

## 血寵物
- 摩根·詹姆士(Morgan James )
- 馬克·萊特(Mark Ryter)

## 怪奇馬戲團成員
- 高先生 (Mr. Tall)

怪奇馬戲團的老板，全名是害不了你．大高。身材非常高大。眼睛像青蛙一樣又大又黑，有著黃綠色的舌頭和黑漆漆的牙齒，口氣非常難聞。擁有一些很神奇的能力像是讀心術和瞬間移動。泰尼．戴斯蒙的兒子之一，魔法師依芳娜的同胞弟弟。
- 狼人 ()
- 排骨男亞歷 (Alexander Ribs)
- 大肚皮拉姆 (Rhamus Twobellies)

天生有兩個胃，可以狼吞虎嚥，吃東西的速度飛快，甚至連玻璃雕像、叉子、湯匙、和報廢的金屬都能吞下肚。
- 鬍子小姐楚斯卡 (Truska, The Bearded Lady)
- 魔手罕司 (Hans Hands)
- 生肢男寇馬 (Cormac Limbs)
- 橡皮人布德雷 (Bradley Stretch)
- 鋼牙葛莎 (Gertha Teeth)
- 西孚和西沙 (Seev & Seersa)一對連體嬰姊妹
- 伊萊·風(Evra Von) (又稱蛇孩兒. The snake boy)

全身長滿鱗片，手腳則像兩棲類一樣長了蹼。是向達倫在怪奇馬戲團交到的第一個好朋友。長相怪異的他剛出生時就被自己的親生父母拋棄在孤兒院，之後被一個壞心的馬戲團團長帶走，關在籠子裡當作動物一般虐待，直到大高先生將他救走並加入怪奇馬戲團。
- 吉可司·法蘭 (Jekkus Flang)
- 向兒(伊萊·風 的大兒子)
- 歷歷亞
- 烏加
- 梅蘭(伊萊·風 的妻子)

## 人類
- 向安妮 (Annie Shan)

向達倫的妹妹。有一點煩人，但是大多數都很識相，喜歡打破沙鍋問到底，兄妹感情很好。在第一集《怪奇馬戲團》時因為突然衝進達倫房間，讓在吹笛子的達倫嚇了一跳，八夫人也因此失去控制，而咬了史提一下。有一頭棕色的長髮，長大成人後，體態比以前還是女孩子的時候豐滿多了，十六歲即未婚生下史提的孩子－達里斯，度過一段艱辛的歲月。一直住在老家，但在第十二集時父母已經搬到海邊去了。
- 向安琪 (Angela Shan)

向達倫的媽媽，是個專業的郵票收藏家，對小孩的管教很嚴厲。
- 向德莫 (Dermost Shan)

向達倫的爸爸，每天得巡視很多工地。有時候脾氣很暴躁，喜歡安靜的吃頓飯。對達倫很放任，不輕易流露感情。
- 向德瑞

向達倫的一個叔叔。
- 鍾湯米(Tommy Jones)：達倫的小學同學，長大後成為足球員。
- 毛阿倫(Alan Morris)：達倫的小學同學，長大後成為一位遺傳學家，成功復育了龍。
- 道敦先生(Mr.Dalon)：達倫的小學老師。
- 史丹利·柯林斯
- 吉米·歐佛 (Jimmy Ovo)
- 山姆·圭斯特

被達倫吸血的第一個對象。達倫一直完全壓抑吸人血的慾望，而當時山姆被狼人攻擊即將要死了。因此鬼不理對達倫說，吸血可以保存山姆的記憶在達倫的腦袋裡。喜愛吃醃洋蔥，所以在這之後達倫也愛上醃洋蔥。
- 愛麗斯·柏吉斯 ()

有著淡色眼珠的女警官，說話直率。對於自己管轄的城市中出現恐怖的殺戮，誓言追查到底。不相信世上有吸血鬼這件事，但最後卻改變想法，追隨向達倫一起對抗吸血魔，成為忠實的「血盟友」。
- 黛比．害拉 ()

有著一頭烏黑的長髮和黝黑的膚色，因為自己的姓「害拉」（Hemlock）有「毒人參」的意思，所以很討厭自己的姓。在第三集《地下血道》時和向達倫成為好朋友。中間沒有出現，直到第八集時出現在馬勒中學，是個受歡迎的英語老師。自從知道向達倫的經歷後，也加入了他的冒險。
- 史皮·阿不拉 (Spits Abrams)：因為被龍的火焰噴到，掉進靈魂之湖裡死了。

## 其他
- 泰尼·戴斯蒙 (Tiny Desmond)

是個高深莫測的神祕人物，有一頭白色的短髮，帶著粗厚的眼鏡，一身亮黃色的西裝搭配時髦的綠色長靴，長的很胖，樣子非常怪異。擁有一只奇特會發光的心形手錶。把姓名連在一起 戴斯泰尼(Destiny) 就變成了命運(Destiny)先生。
- 伊芳娜 (Evanna)

一個可以隨心所欲變化外貌的魔法師，可以是全身覆滿毛髮的邋遢矮女人，也可以是一位窈窕的金髮美人，身上的白色禮服微微搖曳。但她常以醜陋的外表示人，因為美貌對她來說毫無意義，外表是她的世界裡最不重要的東西。擁有像泰尼.戴斯蒙先生一樣的神祕力量，可以預見未來，能和吸血鬼生小孩。
- 小矮人 (Little People)
- 八夫人 (Madam Octa)

鬼不理的『寵物』，是一隻體型巨大的毛蜘蛛，腳很長又多毛，身上有綠、紅、紫等色彩鮮豔的顏色，聰明卻有劇毒，毒液可以殺死一隻山羊，鬼不理用她在怪奇馬戲團表演。在第一集《怪奇馬戲團》，史提曾經被她咬過，後來向達倫用變成吸血鬼的條件交換了鬼不理的血清，並救了史提一命。在第六集與吸血魔戰鬥完之後，向達倫將她放了。她跟吸血鬼山蜘蛛（巴哈倫蜘蛛）的後代被稱為『巴向爺蜘蛛』。
- 護血人

很像人類卻又不是人類的…，不喜歡干涉吸血鬼的事，在向達倫到奇怪世界(200多年後)時有出現，被懷疑是進化後的護血人。
- 條紋

向達倫在荒野中遇到的一匹狼。有著深灰色的臉、向上吊的黃眼睛、黑鼻子，露出約有五、六公分長的白牙，呼吸中帶著血和生肉的惡臭。肚子的毛色較淺，只有在中間部分夾有一撮很長的黑毛，所以向達倫為牠取了這個名字。
- 魯迪

跟著條紋一同行動的小狼。向達倫隨著鬼不理回吸血鬼山的路途上，小狼一直都跟著向達倫，因為牠喜歡在向達倫睡覺時，溜進向達倫的毛毯裡用自己的冰鼻子靠著他，所以向達倫照著紅鼻子馴鹿魯道夫的名字，為牠取名魯迪。
- 瑪格達

一匹年紀已經非常大的母狼，向達倫一看到牠就很有親切感，所以就以他祖母之名來為牠命名。雖然瑪格達已經老得幾乎走不動了，可是在狼群之中，只有牠知道通往吸血鬼山山頂的秘道。